# أنا الحقير 2
أنا الحقير 2 (بالإنجليزية:2 Despicable Me) فيلم رسوم متحركة ثلاثي الأبعاد يجمع بين الكوميديا والمغامرة، وهو من إنتاج إستديو إليمونيشن للترفيه ومن توزيع شركة يونيفرسل ستوديوز، الفيلم من إخراج كريس ريناود وبيار كوفين وبطولة ستيف كارل وراسل براند وميراندا كوسجروف وكريستين ويج وكين جيونغ وبنجامين برات.

## القصة
2013، تم سرقة مختبر سري في الدائرة القطبية الشمالية بمغناطيس عملاق غامض. هذا يثير الشك في دوري مكافحة الشرير، حيث يحتوي المختبر على المغير، PX-41، الذي يمكن أن يحول الكائنات الحية إلى آلات قتل شريرة غير قابلة للتدمير. يجب على المنظمة أن تجد شخص لوقف المغير من الوقوع في الأيدي الخطأ.
تحقيقا لهذه الغاية، لوسي وايلد، وكيلة افل، تختطف بالقوة السابق الشرير غرو، ويأخذه إلى مقر تحت الماء افل ل، حيث مديرها، سيلاس رامسبوتم، يسأل غرو لمساعدة عملائها في جهودهم لتعقب الجاني والمفقودين المغير. يرفض Gru, مفضلا التركيز على مشروعه الجديد لإنتاج الهلام المعبأة في زجاجات ومسؤوليات كونه أبا للفتيات الثلاث المتبنيات. قبل مغادرته، تعترف لوسي بأنها أعجبت بعمله كشرير وتعطي بطاقة اسمها إلى Gru, يحثه على الاتصال بها إذا غير رأيه. عند عودته إلى مختبره، يكتشف غرو أن خط إنتاجه الذي يديره العميل قد أنتج جيلا مذاقا فظيعا. بالإضافة إلى ذلك، يعترف عالم بحثه، الدكتور نيفاريو، لـ غرو أنه يفتقد كونه «شريرا» وقد عرض عليه العمل في مكان آخر. بعد إعطاء الدكتور نيفاريو 21 تحية ضرطة بندقية إرسال حالا مع المينيون، اتصالات Gru لوسي ويأخذ على مهمة استعادة المغير المسروق.
يضيق التوقيع الكيميائي المميز لـ PX-41 البحث إلى حدود مركز بارادايس للتسوق. يعمل غرو متخفيا كمالك لمتجر كب كيك في ذلك المركز التجاري مع تعيين لوسي كشريكة له. يشتبه في أن أحد مالكي مطعم، يدعى إدواردو بيريز، في المركز التجاري هو شرير قديم يدعى الماتشو مفتول العضلات من المفترض أن التقى زواله الناري بعد tnt الربط الجسم وركوب سمكة قرش في بركان نشط. لوسي تقرر اقتحام مطعمه والهروب بصعوبة من الوقوع، ولكن العثور على أي شيء لإرفاق إدواردو إلى الجريمة. في حين أن الفريق هو وجود المزيد من التقدم التحقيق تاجر شعر مستعار فلويد النسر سان، مارجو تبدأ في تطوير سحق على ابن إدواردو، أنطونيو، إلى إحباط غرو. جميع أفراد العائلة مدعوون إلى حفلة سينكو دي مايو في إدواردو في قصره حيث تقوده الحماية المفرطة لابنته إلى توجيه اتهامات برية لا أساس لها إلى افل حول إدواردو مثل الماتشو وابنه، التي سخروا منها.
في وقت لاحق من ذلك اليوم، جار التوفيق بين العزم، جيليان، يحدد غرو مترددة حتى على موعد مع صديقتها وقحا وسطحية شانون. خلال التاريخ، تكتشف شانون شعر مستعار لـ غرو ويهدد بإذلاله، لكن لوسي تنقذه بإطلاق النار عليها بسهم مهدئ معتدل. يأخذون شانون للمنزل وغرو يقع في حب لوسي. عندما يصل إلى المركز التجاري في اليوم التالي، يعتقل الدوري المناهض للشرير فلويد إيجل سان، الذي يحتج بشدة على أنه تم تأطيره، بعد أن يكشف فريق AVL عن جرة موتاغين الفارغة في متجره. رئيس افل يخبر غرو أن القضية مغلقة الآن وأن لوسي ستنقل إلى الفرع الأسترالي لـ افل. غرو، غير قادر على حشد الشجاعة لطرح لوسي على الرغم من التداول لفترة طويلة، يحرق هاتفه من الإحباط.
ثم تذهب العائلة إلى حفلة إدواردو. يتبع غرو إدواردو ويكتشف أنه كان على حق حول إدواردو. يكتشف Gru أيضا أن الدكتور نيفاريو كان يعمل مع إدواردو وأن الثنائي كان يلتقط ويحول بعض المينيون إلى نفس الوحوش ذات الفراء الأرجواني التي يخلقها المصل. يقدم إدواردو غرو فرصة لغزو العالم، لكن غرو يجعل أعذاره ويترك على عجل مع الفتيات. انفصلت مارجو أيضا عن أنطونيو عندما أصبح مهتما بفتاة أخرى. غرو يقول لمارجو انه غبي. كسر قلبها، غرو يغلف له في كتلة من الجليد مع تجميد-راي.
لوسي، بينما في الطائرة المتجهة إلى أستراليا، تدرك أنها تريد أن تكون مع غرو، وتقفز إلى شنق الانزلاق إلى الحفلة. إدواردو يكتشف من هي، بعد الدجاج له يسترد لها AVL ID شارة من حقيبتها، ويلتقط لها. الدكتور Nefario صور لغرو أن أقول له أن لوسي قد تم القبض عليه. يخفي غرو اثنين من أتباعه في الطلاء الأرجواني، الذي يرافق نفسه «الملتقطة» في مجمع إدواردو في محاولة إنقاذ. تمكن غرو من استعادة المينيون الذين هم تحت سيطرة الماتشو باستخدام ترياق PX-41 الممزوج بمربى المذاق الفظيع الذي د. جعل Nefario والهزائم ش مفتول العضلات بعد أن يشرب PX-41 التي جعلت المينيون الشر. بعد انهيار شركة مفتول العضلات على الأرض، يحاول غرو فك لوسي التي تم ربطها بصاروخ قرش مجهز بـ TNT. أثناء محاولة القيام بذلك، دجاجة إدواردو يطلق عن بعد إطلاق، يقول Gru «أنا حقا أكره هذه الدجاجة.»، ويرسل الزوج تحلق نحو بركان يقذف الحمم البركانية حيث مزورة ش مفتول العضلات وفاته. بينما على الصاروخ، تقبل لوسي دعوة موعد غرو قبل أن يغوص الزوجان في سلامة المحيط، قبل ثوان فقط من انفجار الصاروخ و بعد مائة وسبعة وأربعون يوما في وقت لاحق، وهما متزوجان والفتيات لديها أخيرا الأم. المينيون وثيقة مع تسليم "Y. M. C. A" و «أقسم» (تغنى عن طريق الخطأ باسم «الملابس الداخلية») في حين أن الرقصات الأسرة.

## أبطال الفيلم
- ستيف كارل بدور غرو
- ميراندا كوسجروف بدور مارغو أكبر بنات غرو الثلاث
- إلسي فيشر بدور أغنيس وهي أصغر بنات غرو الثلاث
- دانا غاير بدور إديث، الابنة الوسطى من الفتيات الثلاث
- راسل براند بدور دكتور نيفاريو
- كريستين ويج بدور لوسي واغدوارد
- ستيف كوجان بدور سيلاس رامزبوتوم
- كين جيونغ بدور فلويد إيغل-سان
- مويسيس أرياس بدور انطونيو بيريز

### الصوت
| الاسم العربي | الاسم الأصلي | الصوت الأصلي    | الصوت العربي |
| ------------ | ------------ | --------------- | ------------ |
| فيساند غرو   | fisand Gru   | ستيف كارل       | زياد منذر    |
| مارغو        | Margo        | ميراندا كوسجروف | نسرين مسعود  |
| اديث         | Edith        | دانا غاير       | جيهان الملا  |
| اغنيس        | Agnes        | السي فيشر       | رانيا مروة   |